# Śródlesie (SIMC 0491200)
Śródlesie (niem. Försterei Sedschütz) – osada leśna w Polsce, położona w województwie opolskim, w powiecie prudnickim, w gminie Biała.
W latach 1975–1998 miejscowość administracyjnie należała do ówczesnego województwa opolskiego.
Na mapie wydanej w 1896 osada podpisana jako F. Sedschütz – „Leśniczówka Dziedzice”. W 1921 w zasięgu plebiscytu na Górnym Śląsku znalazła się tylko część powiatu prudnickiego. Śródlesie znalazło się po stronie wschodniej, w obszarze objętym plebiscytem. W 1966 w leśnictwie mieszkało 11 osób. W opracowanej w 1971 przez Powiatowy Inspektorat Statystyczny w Prudniku Statystycznej charakterystyce miejscowości w gromadach powiatu prudnickiego, miejscowość została wymieniona pod nazwami Śródlesie i Majzlówka. W Śródlesiu ma swoją siedzibę Leśnictwo Chrzelice (Nadleśnictwo Prószków).

## Osady leśne o nazwie Śródlesie w gminie Biała
W gminie Biała istnieją dwie miejscowości podstawowe typu osada leśna o nazwie Śródlesie. Niniejszy artykuł dotyczy osady leśnej, która posiada identyfikator SIMC 0491200. Drugą z nich jest osada leśna Śródlesie, która posiada identyfikator SIMC 0491216.